# Попов, Виктор Яковлевич
Виктор Яковлевич Попов (15 января 1900 года, с. Мазикино, Белгородский уезд, Курская губерния — 18 января 1954 года, Москва) — советский военный деятель, полковник (1938 год).

## Начальная биография
Виктор Яковлевич Попов родился 15 января 1900 года в селе Мазикино Мелиховской волости Белгородского уезда Курской губернии.

## Военная служба

### Гражданская война
В ноябре 1917 года рядовым бойцом вступил в Белгородский красногвардейский отряд, в составе которого принимал участие против войск под командованием генерала Л. Г. Корнилова, которые вели наступательные боевые действия по прорыву через Белгород на Дон. В феврале 1918 года переведён в с. Мелихово Белгородского уезда, где работал в местном ревкоме. После начала наступления немецких войск В. Я. Попов вместе с группой ревкома организовал красногвардейский отряд, а после оккупации Белгорода назначен командира этого же отряда. В мае отряд был расформирован, после чего Попов перешел демаркационную линию и на ст. Беленихино вступил красноармейцем в состав формировавшегося 5-го Курского советского полка, который в августе направлен на Восточный фронт на подавление восстания Чехословацкого корпуса и принимал участие в боевых действиях в районе Симбирском и ст. Майна и Бряндино. В декабре полк передислоцирован на Южный фронт, после чего принимал участие в боевых действиях против войск под командованием П. Н. Краснова на территории Донской области и в районе Луганска.
В мае 1919 года В. Я. Попов назначен комиссаром 3-го батальона, однако через несколько дней переведён исполняющим должность комиссара 5-го Курского советского полка, после чего участвовал в боевых действий в ходе отступления от Луганска до Воронежской губернии. В августе вновь назначен комиссаром батальона и затем участвовал в боях против войск под командованием А. И. Деникина в районе станции Лиски и городов Острогожск, Бирюч и Валуйки, а в конце ноября — в районе ст. Пухово.
В декабре В. Я. Попов назначен на должность комиссара 130-го Орловского стрелкового полка (15-я Инзенская стрелковая дивизия), который принимал участие в ходе наступательных боёв от ст. Лиски до Ростова-на-Дону, а также в боевых действиях на Кубани и в районе Новороссийска. В мае 1920 года полк передислоцирован на Южный фронт, после чего принимал участие в боях в районе Перекопа, а затем отступал на север и под г. Орехов. В конце июля В. Я. Попов назначен комиссаром 135-го стрелкового полка, после чего участвовал в боях на каховском плацдарме. С конца сентября лечился в госпитале из-за болезни. В ходе боевых действий за Сиваш по состоянию здоровья служил в политотделе 15-й стрелковой дивизии. В начале февраля 1921 года переведён на должность военкома 131-го стрелкового полка и одновременно в феврале-марте исполнял должность комиссара Очаковского укреплённого района.

### Межвоенное время
В мае 1922 года В. Я. Попов назначен военкомом 43-й бригады в составе 15-й Сивашской стрелковой дивизии, а после расформирования бригады переведён на должность военкома 43-го стрелкового полка. Избирался делегатом на 5-й и 7-й Всеукраинские, 10-й Всероссийский и 1-й Всесоюзный Съезды Советов.
В сентябре 1924 года направлен на учёбу в Военную академию имени М. В. Фрунзе, после окончания которой в августе 1927 года назначен помощником начальника штаба 11-й Ленинградской стрелковой дивизии (Ленинградский военный округ), в октябре того же года — на должность начальника оперативной части штаба 1-й Кавказской стрелковой дивизии (Кавказская Краснознамённая армия) в Батуми, в январе 1929 года — на должность помощника начальника отдела по реорганизации Штаба РККА, в сентябре 1931 года — на должность учёного секретаря Центральной научно-издательской комиссии при РВС СССР, а в августе 1933 года — на должность помощника начальника научно-технического управления Главного артиллерийского управления РККА.
С апреля 1934 года служил в Военно-воздушной академии РККА им. проф. Н. Е. Жуковского преподавателем, а затем старшим преподавателем общей тактики.
В августе 1938 года Виктор Яковлевич Попов уволен из армии в запас по ст. 43, п. «а», после чего работал преподавателем военных дисциплин в Центральном аэроклубе имени В. П. Чкалова, в Московской городской стрелковой школе, а также по поручениям Центрального совета и Московского горсовета Осоавиахима.
В декабре 1939 года В. Я. Попов восстановлен в кадрах РККА, после чего назначен на должность преподавателя тактики Военной академии имени М. В. Фрунзе.

### Великая Отечественная война
В августе 1941 года полковник Виктор Яковлевич Попов за «недисциплинированный проступок» отдан под суд и военным трибуналом Московского военного округа в сентябре осужден на пять лет ИТЛ условно с отправкой на Западный фронт, где в конце месяца назначен на должность помощника начальника оперативного отдела штаба 30-й армии. В начале октября при отходе в районе города Белый назначен на должность командира сформированного из остатков армии сводного Сычёвского полка, находившегося в оперативном подчинении 220-й стрелковой дивизии (22-я армия). В первой половине ноября полк был расформирован, а полковник В. Я. Попов вернулся на прежнюю должность заместителя начальника оперативного отдела штаба 30-й армии. В декабре военным трибуналом армии была снята с него судимость. Во время контрнаступления под Москвой Попов исполнял должность начальника штаба левой ударной группы 30-й армии, ведшей наступательные боевые действия на Рогачев и Клин. Затем армия принимала участие в Ржевско-Вяземской наступательной операции.
В мае 1942 года назначен на должность заместителя командира 379-й стрелковой дивизии, ведшей боевые действия в районе Ржева и Сычёвки на Калининском и Западном фронтах, а в августе-сентябре участвовала в ходе Ржевско-Сычёвской наступательной операции. В декабре 379-я стрелковая дивизия передислоцирована на Волховский фронт и включена во 2-ю ударную армию, в составе которой в январе 1943 года принимала участие в операции «Искра» по прорыву блокады Ленинграда. Во время расширения участка прорыва дивизия вела бои на правом фланге Волховского фронта в составе 8-й армии. В мае 1943 года полковник Виктор Яковлевич Попов был привлечен на фронтовой сбор командиров полков в качестве руководителя группы, затем начальника штаба сбора и после окончания сбора в июле назначен на должность командира 374-й стрелковой дивизии, которая вскоре принимала участие в ходе Мгинской наступательной операции.
В начале ноября был отозван в резерв Волховского фронта и в декабре направлен на ускоренный курс при Высшей военной академии имени К. Е. Ворошилова, после окончания которых в июле 1944 года направлен на 2-й Прибалтийский фронт с целью назначения командиром дивизии, но после прибытия назначен на должность заместителя командира 15-го гвардейского стрелкового корпуса, после чего принимал участие в ходе Рижской наступательной операции, а затем в боевых действиях против курляндской группы войск противника.

### Послевоенная карьера
После окончания войны находился на прежней должности в 15-м гвардейском стрелковом корпусе на территории Эстонской ССР. Весной 1946 года управление корпуса передислоцировано в район ст. Любань (Ленинградская область), после чего занималось работами по разминированию бывшего Волховского рубежа и демянского плацдарма. В июле оно было переформировано в управление 15-го гвардейского воздушно-десантного корпуса.
В декабре 1946 года полковник В. Я. Попов назначен на должность заместителя начальника по учебной части — начальником учебного отдела Курсов усовершенствования офицерского состава ВДВ ВС СССР, а в декабре 1947 года — на должность начальника 5-го (редакционно-издательского) отдела штаба ВДВ.
Полковник Виктор Яковлевич Попов 25 мая 1948 года вышел в запас. Умер 18 января 1954 года в Москве.

## Награды
- Орден Ленина (06.11.1945);
- Орден Красного Знамени (03.11.1944);
- Орден Отечественной войны I степени (06.06.1945);
- Орден Красной Звезды (30.03.1943);
- Медали.